# Palaeonycteris
Palaeonycteris — вимерлий рід родини підковикових. Це єдиний викопний рід підковикових. Відомий з олігоцену Європи. Типовим видом роду є Palaeonycteris robustus.
До цього роду віднесено кілька видів: 
- Palaeonycteris insignis von Meyer, 1845[4]
- Palaeonycteris praecox von Meyer, 1845[4]
- Palaeonycteris robustus Pomel, 1853[2]